# Isogônica
Linhas isogônicas são linhas formadas por pontos na superfície terrestre com a mesma declinação magnética.
Poderíamos definir linha ou curva isogônica como sendo o lugar dos pontos que tinham a mesma declinação na data da elaboração do mapa. 
A isogônica, portanto nos fornece declinação Magnética no local que desejamos para o ano da carta
Com as curvas isogônicas podemos obter a declinação em qualquer local na data do mapa.
A carta náutica feita pelo cartógrafo português Luís Teixeira, entre 1572 e 1592, já tem linhas isogónicas. Ora foi feita mais de um século antes da carta de Edmund Halley, por volta de 1700, geralmente considerada na literatura científica a primeira do género.